# Explosión en el hotel Saratoga
El 6 de mayo de 2022, el Hotel Saratoga, un hotel de lujo en el municipio de La Habana Vieja en la ciudad de La Habana, Cuba, sufrió una supuesta explosión de gas que dañó gran parte del edificio, así como la infraestructura circundante. 47 personas murieron y 52 resultaron heridas. No se sospechó ningún atentado terrorista ya que la causa se atribuyó a un accidente mientras se reabastecía el edificio con gas. No había turistas alojados en el hotel en el momento de la explosión, ya que estaba en proceso de renovación y debía abrir en los próximos cuatro días.
El presidente cubano Miguel Díaz-Canel visitó el lugar de la explosión y el hospital que atendió a las víctimas. Los esfuerzos de búsqueda y rescate en los restos del hotel están en curso. Al menos 15 niños resultaron heridos y 4 murieron, y una escuela cercana fue evacuada. El ministro de Turismo de Cuba, Juan Carlos García, informó inicialmente que ningún extranjero murió en la explosión, sin embargo posteriormente el Ministerio de Salud Pública informó que una ciudadana española, quien era transeúnte junto a su esposo por el lugar, se cuenta entre las 47 víctimas mortales las cuales todas fueron identificadas.

## Fondo
El histórico Hotel Saratoga de cinco estrellas se ubica en la intersección del Paseo del Prado y Dragones de la capital cubana, frente a la Fuente de la India. El edificio que se convirtió en hotel fue inicialmente de tres pisos y construido con un depósito de tabaco en la planta baja, apartamentos en el segundo y habitaciones de hotel en el tercer piso en 1880. El edificio fue encargado por el rico comerciante español Eugenio Palacios en 1879 y se ubicó primero en la calle Monte. La ubicación central del edificio lo convirtió en un favorito entre los visitantes internacionales, y en 1933 el edificio fue remodelado como hotel y trasladado a su ubicación actual.
Luego de la Revolución Cubana, el hotel fue nacionalizado por el nuevo gobierno comunista y luego se convirtió en un centro de vivienda de clase baja, antes de ser cerrado debido a sus deplorables condiciones. En 1996, el edificio fue transferido a una empresa mixta, Hotel Saratoga SA. Luego se demolió la mayor parte del edificio original, quedando solo la fachada en los dos frentes a la calle. El edificio fue reconstruido con siete pisos y dos sótanos y fue reabierto en 2005.
El hotel a menudo albergaba a destacados políticos y celebridades internacionales, pero el sector turístico vital del país había estado luchando debido al efecto de la pandemia de COVID-19 en los viajes tanto nacionales como internacionales. En ese momento, el edificio estaba en proceso de renovación y estaba ocupado en su totalidad por trabajadores, cincuenta y uno de los cuales estaban adentro en ese momento. El hotel estaba programado para reabrir el 10 de mayo de 2022.

## Explosión
El hotel se vio afectado por una presunta explosión de gas procedente de una fuga de gas. La explosión destruyó secciones enteras del edificio y dañó edificios cercanos como El Capitolio, el Teatro Martí y la Iglesia Bautista del Calvario. La fachada del edificio quedó casi totalmente destruida, y partes del mismo se derrumbaron sobre la calle, aplastando coches y personas, además de hacer volar los escombros por el aire. Como no todo el edificio quedó destruido, las habitaciones restantes podían verse dañadas desde la calle.

## Víctimas
Hasta el 15 de junio se informó de que había 99 víctimas, de las cuales 1 seguía hospitalizado, 51 pacientes habían sido dados de alta y 47 habían fallecido. Todos los fallecidos eran ciudadanos cubanos, excepto uno, que era una turista española. Entre los muertos había cuatro menores de edad y una mujer embarazada. El 10 de mayo se informó de que veintitrés de las 51 personas que trabajaban en el hotel en ese momento habían muerto, y tres trabajadores seguían desaparecidos. Los cuerpos de todos los desaparecidos fueron recuperados posteriormente. El 29 de junio Minsap informo que la última de las 52 personas que resultaron heridas en la explosión había sido dada de alta.
Lista de víctimas fatales
| Nombre                             | Edad | Nativo    |
| ---------------------------------- | ---- | --------- |
| Orlando Vargas Bring               | 58   | La Habana |
| Melanie Laura Mosqueda Chacón      | 17   | La Habana |
| Danaysi Valdés Figueroa            | 28   | La Habana |
| José Salvador Mesa Sánchez         | 77   | La Habana |
| Luisa Guilbeau Arrastia            | 39   | La Habana |
| María del Pilar Monzón González    | 56   | La Habana |
| Natyelis de la Caridad Brito       | 15   | La Habana |
| Milton Lorenzo Ventura Narbona     | 67   | La Habana |
| Ramon Toribio Senor Vergara        | 65   | La Habana |
| Alexis Lufriu Herrera              | 49   | La Habana |
| Manuel Eugenio Linares Sosa        | 38   | La Habana |
| Adriana Josue Díaz                 | 52   | La Habana |
| Cristina López-Cerón Ugarte        | 29   | España    |
| Julián Pupo Castellanos            | 34   | La Habana |
| Yanisleidy Morales Armenteros‡     | 34   | Holguín   |
| José Carlos Chapman Serrano        | 36   | Holguín   |
| Erick Girón Molina                 | 35   | Holguín   |
| Juan Antonio Alfonso Delgado       | 77   | La Habana |
| Vianka Yaniel Matos Cabrera        | 40   | La Habana |
| Felicia Simón Maure                | 57   | La Habana |
| Chanel Stephanie Hernández Díaz    | 15   | La Habana |
| María Isabel Bullain Montes de Oca | 29   | La Habana |
| Luciana Sierra Garro               | 54   | La Habana |
| Juan Carlos Haza Martínez          | 50   | La Habana |

| Nombre                            | Edad | Nativo    |
| --------------------------------- | ---- | --------- |
| Alexis Armando Velázquez Martiatu | 53   | La Habana |
| José Chapman Izquierdo            | 10   | Holguín   |
| Odalys Barrera González           | 57   | La Habana |
| Julio Jesús Trujillo Navarro      | 19   | La Habana |
| Ernesto Cárdenas Gómez            | 33   | La Habana |
| Daniel Cruz Cárdenas              | 36   | La Habana |
| Juan Fraginals Martín             | 30   | La Habana |
| Noy Guzmán Suárez                 | 44   | La Habana |
| Luillys Oquendo Díaz              | 33   | La Habana |
| Rafael Viga Torres                | 50   | La Habana |
| Maylin Quesada Velazco            | 31   | La Habana |
| Claudia Castellanos Antuch        | 28   | La Habana |
| Aivis Chang Cruz                  | 45   | La Habana |
| Yassel Díaz Vázquez               | 37   | La Habana |
| Misael Sánchez Mantilla           | 48   | La Habana |
| Leaney Sencio Hecheverría         | 47   | La Habana |
| María Consuelo Alard Valdés       | 77   | La Habana |
| Juan Carlos Álvarez Díaz          | 55   | La Habana |
| Susel Torres García               | 50   | La Habana |
| Yosmany Hernández Temo            | 49   | La Habana |
| Shady Cristina Cobas Mesa         | 27   | La Habana |
| José Antonio Ferrer Acanda        | 63   | La Habana |
| Vanessa Sierra Suris              | 44   | La Habana |

‡ Víctima en estado de embarazo.

## Secuelas
Personal de emergencia de Cuba y organizaciones como la Cruz Roja trabajaron para excavar el sitio, localizar sobrevivientes y recuperar cuerpos. El presidente cubano, Miguel Díaz-Canel, visitó el lugar el mismo día de la explosión y visitó a los sobrevivientes en el Hospital Hermanos Ameijeiras, donde algunas víctimas de la explosión fueron trasladadas para recibir tratamiento. Los mensajes de apoyo llegaron de figuras como Marcelo Ebrard, el ministro de Relaciones Exteriores de México, y la reina Isabel II del Reino Unido.
El Primer secretario del Comité Central del Partido Comunista de Cuba dijo que 38 viviendas han sido afectadas y que el edificio vecino sería demolido.
El 13 de mayo de 2022, las autoridades cubanas concluyeron su búsqueda y rescate y todas las operaciones en la escena. El presidente cubano anunció un período oficial de luto desde las 06.00 horas del 13 de mayo hasta las 12.00 horas de la noche del 14 de mayo.